# Récepteur opiacé
 (février 2018).
Si vous disposez d'ouvrages ou d'articles de référence ou si vous connaissez des sites web de qualité traitant du thème abordé ici, merci de compléter l'article en donnant les références utiles à sa vérifiabilité et en les liant à la section « Notes et références ».
Les récepteurs opiacés sont des récepteurs de neurotransmetteurs.
Il existe trois sortes de récepteurs opiacés : mu (μ), delta (δ) et kappa (κ) très largement distribués dans le cerveau. Ces récepteurs modulent plusieurs fonctions dont la réponse à la douleur, au stress et le contrôle des émotions.
L’effet euphorisant des opiacés est contrôlé par les récepteurs mu et delta. Par contre, l’activation des récepteurs kappa est aversif et entraîne des troubles de l’humeur.
Les récepteurs opiacés sont une classe de récepteurs couplés aux protéines G avec des opiacés comme ligands. Les opioïdes endogènes sont les dynorphines, les enképhalines (ou encéphalines), les endorphines (ou endomorphines) et les nociceptines. Les récepteurs opiacés sont identiques, à environ 40 %, aux récepteurs de la somatostatine (SSTRs).

## Principaux sous-types
Il y a quatre principaux sous-types de récepteurs opiacés.
| Récepteur                | Sous-type  | Emplacement | Fonction |
| ------------------------ | ---------- | --- | --- |
| delta (δ) OP1 (I)        | δ1, δ2     | - Cerveau - Noyaux pontiques - Amygdale - Bulbes olfactifs - Cortex cérébral profond                                                                                               | - Analgésie - Effets antidépresseurs - Dépendance physique |
| kappa (κ) OP2 (I)        | κ1, κ2, κ3 | - Cerveau - Hypothalamus - Substance grise périaqueducale - Claustrum - Moelle épinière - Substance gélatineuse                                                                    | - Analgésie de la moelle épinière - Sédation - Myosis - Inhibition de la libération de l'hormone ADH |
| mu (μ) OP3 (I)           | μ1, μ2, μ3 | - Cerveau - Cortex cérébral (lames III et IV) - Thalamus - Striosomes - Hypothalamus - Substance grise périaqueducale - Moelle épinière - Substance gélatineuse - Système digestif | μ1 : - Analgésie supraspinales - Dépendance physique μ2 : - Dépression respiratoire - Myosis - Euphorie - Réduction de la motilité du tractus gastro-intestinal - Dépendance physique μ3 : - Dépendance à la morphine ? |
| Récepteur nociceptif OP4 | ORL1       | - Cerveau - Cortex cérébral - Amygdale - Hippocampe - Noyaux septale - Habenula - Hypothalamus - Moelle épinière                                                                   | - Anxiété - Dépression - Appétit - Développement d'une tolérance aux agonistes des récepteurs mu (μ) |

## Mécanismes
Ces récepteurs sont des récepteurs couplés aux protéines G inhibiteurs. Lorsqu'un opioïde arrive sur le récepteur, la sous-unité α de la protéine G se décroche et va alors inhiber l'adénylate cyclase. Il y aura donc moins de production d'AMPc, moins d'activation de la PKA, moins de phosphorylation de CREB et donc moins de transcription des gènes cibles.
Simultanément, les sous-unité βγ de la protéine G vont aller inhiber les récepteurs Ca2+voltage-dépendants.

## Drogues
Les récepteurs opiacés/opioïdes ont un rôle très important dans un grand nombre de drogues et médicaments à effets variés (neuroleptiques, analgésiques, psychotropes...). 
Principalement, la morphine, dérivée en de multiples drogues et médicaments comme le Fentanyl, est connu pour être l'une des bases de drogues les plus efficaces sur le plan psychologique mais aussi l'une des plus addictives comme la diacétylmorphine et la désomorphine, tristement connus pour leurs effets extrêmement addictifs dus à leur très fort taux d'action sur le récepteur MOR (mu) qui augmente drastiquement l'addiction à la morphine. Plus globalement, les récepteurs opiacés sont très importants en chirurgie (anesthésiants) et dans le traitement de douleurs chroniques ou violentes (comme certains cancers) ou encore dans certaines maladies psychiatriques comme la dépression.